# Гордион
Гордион (на гръцки: Γόρδιον, Gordion, Gordium, на турски: Gordiyon) е столица на царство Фригия. Открит е през 1895 г. от братята Густав и Алфред Кьорте.
Гордион се намира на ок. 80 км западно-югозападно от днешна Анкара на брега на река Сангариос (днес Сакария). Близо до града се намира Царският път. Построен е на хълм с височина 40 – 70 метра. Там е открит вероятно гробът от ок. 718 пр.н.е. на цар Мидас, който се самоубива в Гордион.